# 索姆河畔贝唐库尔
索姆河畔贝唐库尔（法語：Béthencourt-sur-Somme，法語發音：[betɑ̃kuʁ syʁ sɔm]）是法国上法蘭西大區索姆省的一个市镇，属于佩罗讷区。

## 地理
索姆河畔贝唐库尔（49°47'41"N, 2°57'49"E）面积2.87 平方千米，位于法国上法蘭西大區索姆省，该省份为法国北部沿海省份，北起加来海峡省和北部省，西接滨海塞纳省和大西洋英吉利海峡，南至瓦兹省，东临埃纳省。
与索姆河畔贝唐库尔接壤的市镇（或旧市镇、城区）包括：梅尼勒圣尼凯斯、莫尔尚、帕尔尼、大鲁伊、维勒库尔、瓦耶讷。
索姆河畔贝唐库尔的时区为UTC+01:00、UTC+02:00（夏令时）。

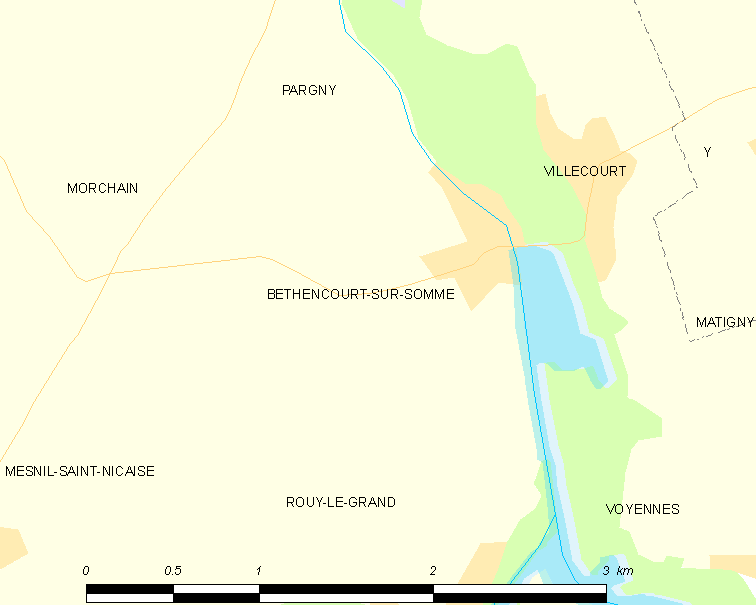
索姆河畔贝唐库尔的OSM定位图

## 行政
索姆河畔贝唐库尔的邮政编码为80190，INSEE市镇编码为80097。

## 政治
索姆河畔贝唐库尔所属的省级选区为阿姆县。

## 人口

1962-2008年间索姆河畔贝唐库尔人口变化图示

索姆河畔贝唐库尔于2022年1月1日时的人口数量为126人。